# Списак личности везаних за Први светски рат
Види: Први светски рат

## Аустралија
(Ушла у рат: 4. августа, 1914)
- К. Е. В. Бин (1879—1968) Званични аустралијски ратни дописник
- Хенри Гордон Бенет (1887—1962) командант, 3. пешадијска бригада
- Вилијем Трозби Бриџис (1861—1915) командант, аустралијска 1. дивизија
- Хенри Џорџ Шовел (1865—1945), командант,
- Артур Коби, ваздухопловни ас
- Родерик Далас, ваздухопловни ас
- Хари Далцијел, одликовани командант
- Помпи Елиот, генерал
- Ендру Фишер, премијер
- Сер Џон Гелибранд, командант, 3. дивизија
- Сер Вилијам Глазгоу, командант, 1. дивизија
- Сер Талбот Хобз, (1864-1938), командант, аустралијска 5. дивизија
- Били Хјуз, (1862-1952), премијер
- Годфри Ирвинг, привремени командант, 5. дивизија
- Алберт Џека, одликовани пилот
- Џон Џексон, одликован
- Елвин Кинг, ваздухопловни ас
- Џон Симпсон Киркпатрик, (1892-1915)
- Роберт Литл, ваздухопловни ас
- Џејмс Вајтсајд М'Кеј, (1864-1930), командант, аустралијска 5. дивизија
- Сер Џон Монаш, (1865-1931), командант, 3. корпус
- Сер Кит Мердок, (1885-1952), ратни извештач
- Сер Чарлс Розентал, (1875-1954), командант, 2. дивизија
- Алфред Шаут, одликован
- Сер Бриденел Вајт, генерал

## Аустроугарска
(Ушла у рат: 28. јул 1914)

### Монархија
- Надвојвода Франц Фердинанд, (1863-1914), престолонаследник чије је убиство било повод за рат.
- цар Франц Јозеф, (1830-1916)
- цар Карл од Аустрије, (1887-1922)
- царица Зита од Бурбон-Парме (1892—1989)

### Војсковође
- Светозар Боројевић
- Виктор фон Данкл, генерал-пуковник
- Франц Рор фон Дента, фелдмаршал
- Франц Конрад фон Хецендорф, (1852-1925), начелник генералштаба (1906—1911, 1912-1917)
- Херман Ковес, фелдмаршал
- Артур Арц фон Штраусенбург, (1857-1935), начелник генералштаба (1917—1918)
- Оскар Поћорек, (1853-1933), генерал
- Миклош Хорти, адмирал

### Политичари
- Фридрих Адлер, аустријски социјалдемократски вођа
- Виктор Адлер, аустријски социјалдемократски вођа
- гроф Ђула Андраши Млађи (1860—1929), министар спољних послова (1918)
- гроф Леополд фон Бертолд, (1863-1942), министар спољних послова (1912—1915)
- барон Иштван Буриан, (1851-1922), министар спољних послова (1915—1916, 1918), министар финансија (1916—1918)
- гроф Хајнрих фон Клам-Мартиниц (1863—1932), премијер Аустрије (1916—1917)
- гроф Отокар Чернин, (1872-1932), министар спољних послова (1916—1918)
- гроф Мориц Естерхази (1881—1960), премијер Мађарске (1917)
- Ернст Ритер Седлер фон Фохтенег (1862—1931), премијер Аустрије (1917—1918)
- барон Макс Хусарек фон Хајнлајн (1865—1935), премијер Аустрије (1918)
- гроф Михаљ Карољи (1875—1955), вођа Мађарске партије независности и премијер (1918)
- Ернст фон Кербер (1850—1919), премијер Аустрије (1916)
- Хајнрих Ламаш (1853—1920), премијер Аустрије (1918)
- Карл Ренер, (1870-1950), аустријски социјалдемократски вођа и касније канцелар
- гроф Карл фон Штурк (1859—1916), премијер Аустрије (1911—1916)
- гроф Иштван Тиса (1861—1918), премијер Мађарске (1913—1917)
- Шандор Векерле (1848—1921), премијер Мађарске (1917—1918)

## Белгија
(Ушла у рат: 4. август 1914)
- краљ Алберт I, (1875-1934)
- барон Шарл де Броквил, (1860-1940), премијер
- Вили Копенс, (1892-1986), ваздухопловни ас
- Виктор Дегиз, (1855-1922), генерал
- Сирјак Жилен, (1857-1931), начелник генералштаба
- Пол Химанс, (1865-1941), секретар за спољне послове
- Фернанд Жаке, (1888-1947), ваздухопловни ас
- Жерар Леман, (1851-1920), генерал
- Дезир Мерсије, (1851-1926), кардинал
- Андре де Молместер, (1894-1973), пилот ловац
- Јан Олиеслагерс, (1883-1942), ваздухопловни ас
- Габријел Пети, (1893-1916), погубљени шпијун
- Едмонд Тјефри, (1892-1929), ваздухопловни ас

## Бугарска
(Ушла у рат: 12. октобар 1915)

### Монархија
- Фердинанд I од Бугарске

### Политичари
- Александар Малинов, (1867-1938), премијер (1908—1911, 1918)
- Васил Радославов, (1854-1929), премијер
- Александар Стамболијски, (1879-1923), антимонархиста
- Никола Жеков, (1864-1949), начелник генералшатба
- Стефан Панаретов, (1853-1931), дипломата

### Војсковође
- Николаус Јеков, генерал
- Георг Стојанов Тодоров

## Канада(иЊуфаундленд)
(Ушла у рат: 4. августа, 1914)
- Хари Бенкс (1896–1916?) претпостављена жртва круцификације од стране Немаца
- Вилијам Баркер (1894–1930) ваздухопловни ас и добитник Викторијиног крста
- Били Бишоп (1884–1956), ас са 72 потврђене победе
- Сер Роберт Борден (1854–1937) премијер (1911–1920)
- Анри Бураса (1868–1952) вођа отпора канадских Француза мобилизацији
- Филип Коновал (1888–1959) украјинско-канадски добитник Викторијиног крста
- Сер Артур Кари (1875–1933) командант, Канадске снаге
- Сер Сем Хјуз (1853–1921) министар милиције и одбране
- Џон Макре (1872–1918) доктор и песник
- Хенри Норвест (1884–1918) један од најпознатијих снајпериста у Првом светском рату
- Френсис Пегахмагабоу (1891–1952) најодликованији канадски војник абориџинског порекла у Првом светском рату
- Џорџ Лоренс Прајс (1898–1918) последњи војник који је погинуо у Првом светском рату, убијен два минута пре објаве примирја
- Томи Рикетс (1901–1967) најмлађи добитник Викторијиног крста - са 17 година
- Сер Ричард Тарнер (1871–1948) начелник генералштаба

## Француска
(Ушла у рат: 3. августа, 1914)

### Војсковође
- Едуард де Кастелно, (1851-1944), генерал
- Огист Дубал, (1851-1934), генерал
- Луј Франше д’Епере, (1856-1942), маршал
- Фердинанд Фош, (1851-1929), генерал и врховни савезнички командант
- Жозеф Галиени, (1849-1916), генерал
- Жозеф Жак Сезар Жофр, (1852-1931), начелник генералштаба
- Ибер Луатеј, (1854-1934), министар рата
- Шарл Манжин, (1866-1925), генерал
- Мишел Монори, (1847-1923), генерал
- Робер Жорж Нивел, (1856-1924), начелник генералштаба
- Анри Филип Петен, (1856-1951), начелник генералштаба
- Морис Сарај, (1856-1929), генерал

### Политичари
- Аристид Бриан, (1862-1932), премијер (1909-11, 1913, 1915-17, 1921-22, 1925-26, 1929)
- Жозеф Кајо, (1863-1944), премијер (јун 1911 - јануар 1912), пацифиста
- Жорж Клеменсо, (1841-1929), премијер (1917—1920)
- Теофил Делкасе, (1852-1923), министар спољних послова (1914—1915)
- Гастон Думерг, политичар
- Жан Жоре, (1859-1914), социјалистички вођа, пацифиста
- Александр Миљеран, (1859-1943), министар рата (1912-13, 1914-15)
- Пол Пенлеве, (1863-1933), премијер (септембар 1917 - новембар 1917)
- Стефан Пишон, политичар
- Рејмон Поенкаре, (1860-1934), председник (1913—1920)
- Александар Рибо, (1842-1923), премијер (март 1917 - септембар 1917)
- Рене Вивијани, (1862-1925), премијер (1914—1915)

## Финска
- Карл Густав Емил Манерхајм, (1867-1951), маршал
- Курт МАрти Валенијус, (1893-1984], генерал
- Карло Јухо Сталберг, (1865-1952), први председник Финске
- Пер Евинд Свинхуфвуд,(1861-1944) трећи председник Финске
- Лаури Кристијан Реландер, (1883-1942), други председник Финске
- Аксел Аиро, (1898-1985), генерал
- Аксел Ерик Хајнрихс (1890—1965), генерал
- Вилхо Петер Ненонен, (1883-1960), генерал
- Паво Талвела (1897—1973), генерал
- Рудолф Валден (1878-946), генерал

## Немачка
(Ушла у рат: 1. августа, 1914)

### Монарх
- цар Вилхелм II

### Војсковође
- Ото фон Белов
- Ерих фон Фалкенхајн, начелник генералштаба 1914-1916
- Херман фон Франкоа
- Колмар Фрајхер фон дер Голц, фелдмаршал
- Вилхелм Гренер
- Паул фон Хинденбург, (1847-1934), генерал, председник
- адмирал Франц фон Хипер, командант, морнарица
- Макс Хофман
- Александар фон Клук, генерал
- Паул фон Летов-Форбек
- Ерих Лудендорф, генерал
- Аугуст фон Макензен, фелдмаршал
- Хелмут фон Молтке Млађи, (1848-1916), начелник генералштаба, 1906 - 1914
- принц престолонаследник Рупрехт од Баварске
- Ото Лиман фон Сандерс, (1855-1929), генерал
- Алфред фон Шлифен, (1833-1913), предратни начелник генералштаба
- Алфред фон Тирпиц, (1849-1930), министар морнарице
- принц престолонаследник Вилхелм од Пруске

### Политичари
- принц Максимилијан од Бадена (1867—1929), царски канцелар (1918)
- Теобалд фон Бетман-Холвег, царски канцелар (1909—1917)
- принц Бернард фон Билов, предратни царски канцелар (1900—1909), амбасадор у Италији (1914—1915),
- Фридрих Еберт, (1871-1925), социјалдемократски вођа, царски канцелар (1918), касније први председник Вајмарске републике
- Матиас Ерцбергер, вођа левог крила Католичке партије центра
- гроф Георг фон Хертлинг, царски канцелар (1917—1918)
- Рихард фон Килман, секретар за спољне послове (1917—1918)
- Георг Михаелис, царски канцелар (1917)
- Готлиб фон Јагов, секретар спољних послова (1913—1916)
- Филип Шајдеман, социјалдемократски вођа, касније први канцелар Вајмарске републике (1919)
- Густав Штреземан, (1878-1929), вођа царистичког крила Националне либералне партије, касније важан државник у Вајмарској републици
- Артур Цимерман, секретар за спољне послове (1916—1917)

### Остали
- Антони Фокер, (1890 - 1939), конструктор авиона
- Манфред фон Рихтхофен, (1892-1918), ваздухопловни ас (Црвени барон)

## Грчка
(Ушла у рат: 29. јуна, 1917)
- краљ Константин I
- краљ Александар
- Јоанис Метаксас, (1871-1941), војни диктатор
- Елефтериос Венизелос, премијер

## Италија
(Ушла у рат: 23. маја, 1915)

### Монархија
- Виторио Емануеле III, (1869-1947)
- Амедео Умберто, војвода од Аосте, војник

### Војсковође
- Луиђи Кадорна, начелник генералштаба
- Луиђи Капело, генерал
- Армандо Диаз, генерал
- војвода Абруција, заповедник морнарице
- Емануеле Филиберто, војвода од Аосте, принц Савоје, фелдмаршал
- Паоло Таон ди Ревел, адмирал

### Политичари
- Паоло Бозели, премиејр
- Алфредо Даљолио, министар логистике
- маркиз од Сан Ђулијанија, министар спољних послова
- Ђовани Ђолити, премијер
- Виторио Орландо, премијер
- Антонио Саландра, премијер
- барон Сидни Сонино, министар спољних послова

### Остали
- Франческо Барака, ваздухопловни ас
- Луиђи Бозели
- Отавио Ботекија, војник, касније победник Тур д'Франса
- Фулко Руфо ди Калабрија, ваздухопловни ас
- Габријеле Д'Анунцио, књижевник
- Родолфо Грацијани, официр
- Емилио Лусу, (1890-1975), романописац
- Бенито Мусолини, (1883-1945), Дуче
- Анђело Ронкали, војни капелан, будући папа Јован XXIII
- папа Бенедикт XV
- Ђовани Сабели, ваздухопловни ас
- Силвио Скарони, ваздухопловни ас

## Јапан
(Ушао у рат: 23. августа, 1914)
- цар Таишо
- Мицуми Камио
- маркиз Шинегобу Окума, премијер (1914—1916)
- гроф Масатаке Тераучи, премијер (1916—1918)
- Хара Такахаши, премијер (1918—1921)
- Гентаро Јамашита, адмирал
- Танин Јамаја, адмирал
- Рокуро Јаширо, адмирал
- Мицумаса Јонаи, морнарички официр

## Мексико
(Неутрална земља)
- Венјустано Каранца, председник, одбио да се удружи са Немачком после Цимермановог телеграма
- Панчо Виља, побуњеник

## Холандија
(Неутрална земља)
- Јелес Троелстра
- Мата Хари, шпијун
- Вилхелмина од Холандије, (1880-1962), краљица

## Нови Зеланд
(Ушао у рат: 4. августа, 1914)
- Сер Џејмс Ален, министар одбране
- Едвард Чејтор, генерал
- Бернард Фрејберг, (1889-1963), вишеструко одликовани војник
- Вилијем Мејси, премијер
- Сер Ендру Расел, генерал
- Сер Џозеф Ворд, премијер

## Турска
(Ушла у рат: 31. октобар 1914)

### Монархија
- султан Мехмед V, монарх
- султан Мехмед VI, монарх

### Политичари
- Саид Халим-паша, велики везир
- Ахмед Изет-паша, велики везир
- Талат-паша, министар унутрашњих послова
- Мехмед Џавад-бег, министар финансија

### Војсковође
- Енвер паша, министар рата
- Ахмед Џемал-паша, војни гувернер Сирије
- Џевдет-бег

### Војска
- Мустафа Кемал Ататурк, (1881-1938),
- Халил-паша, генерал

## Румунија
(Ушла у рат: 27. августа, 1916)
- Александру Авереску
- Јон И. К. Братиану
- Василе Стојка
- краљ Карол I
- краљ Фердинанд I, (1865-1927), владао (1924—1927)
- Константин Презан

## Русија
(Ушла у рат: 1. августа, 1914)

### Монарси
- цар Николај II (1868—1918), абдицирао 1917
- Михаило Романов (1878—1918), одбио трон после абдикације Николаја Другог
- царица Александра од Хесеа (1872—1918)

### Војсковође
- Михаил Алексејев
- Алексеј Брусилов
- Јуриј Данилов
- Антон Дењикин
- Александар Колчак, адмирал
- Лавр Георгијевич Корнилов, (1870-1918), руски генерал
- Алексеј Николајевич Куропаткин
- велики војвода Николај Николајевич
- Пол фон Ренекамф
- Александар Самсонов
- Петар Врангел
- Николај Јуденич

### Политичари и остали
- Николај Иванович Бухарин, (1888-1938), бољшевички вођа
- Виктор Чернов, вођа Социјалистичке револуционарне партије
- Иван Горемикин, премијер (1914—1916)
- Александар Гучков, октобристички вођа
- Лав Камењев
- Александар Керенски, (1881-1970), други председник руске привремене владе 1917.
- Александра Колонтај, бољшевички вођа
- Александар Кривошејн, министар пољопривреде
- Владимир Иљич Лењин, (1870-1924), бољшевички вођа
- Георгиј Лавов, први председник привремене владе (1917)
- Николај Малаков, министар унутрашњих послова
- Јулиус Мартов, мењшевички вођа
- Павел Миљуков, кадетски вођа
- Александар Протопопов, министар унутрашњих послова
- Владимир Пуришкевич, десничарски политички вођа, убица Распућина
- Григориј Распућин, (1872-1919), монах, авантуриста, мистик
- Сергеј Сазонов, министар спољних послова (1910—1916)
- Јосиф Стаљин, (1879-1953), (псеудоним) - вођа Совјетског Савеза
- Борис Штирмер, премијер (1916)
- Александар Трепов, премијер (1916)
- Лав Троцки, (1879-1940), бољшевички вођа
- кнез Феликс Јусупов, убица Распућина
- Григориј Зиновјев, (1883-1936), руски бољшевик

## Србија
(Ушла у рат: 28. јула, 1914)
- краљ Петар I Карађорђевић, (1844-1921),
- принц-регент Александар I Карађорђевић, (1888-1934),
- Драгутин Димитријевић Апис, (1877-1917), оснивач и вођа Црне руке
- Живојин Мишић, (1855-1921), војвода
- Никола Пашић, (1845-1926), премијер
- Гаврило Принцип, (1894-1918), атентатор на Франца Фердинанда
- Радомир Путник, (1847-1917), начелник генералштаба
- Павле Јуришић Штурм, генерал
- Петар Васић, (1862-1931), пуковник
- Божа Јанковић, генерал
- Драгутин Гавриловић, мајор

## Јужна Африка
(Ушла у рат: 4. августа, 1914)
- Ендру Бошан-Проктор, (1894-1921), пилот ловац
- Луис Бота, (1862-1919), премијер
- Сер Хенри Лукин, (1860-1925), генерал
- Јан Смутс, (1870-1950), премијер
- Сер Џејкоб Луис ван Девентер, (1874-1922), генерал

## Уједињено Краљевство Велике Британије и Ирске
(Улазак у рат: 4. августа, 1914)

### Монархија
- краљ Џорџ V
- краљица Мери од Тека

### Војсковође
- Огастин Вилијем Шелтон Ејџар, Викторијин крст, борбе против бољшевика
- Едмунд Аленби, (1861-1936), командант у Палестини
- Дејвид Бити, (1871-1936), адмирал
- Вилијем Рајдел Бирдвуд, (1865-1951), командант аустралијских снага (1916—1918)
- Џулијан Бинг, гроф од Вимија, (1862-1935), генерал
- Ејдријан Картон де Виарт, Викторијин крст, командант на фронту
- Вилијем Бојл, 12. ерл од Корка, борбе против Турака у Црвеном мору
- Валтер Кауан, Балтичко море, 1919
- Џон Фишер, 1. барон Фишер, (1841-1920), адмирал
- Џон Френч, 1. ерл од Ипра, (1852-1925), командант БЕС (1914-1915)
- Хјуберт Гоуг, генерал
- Даглас Хејг, (1861-1928), командант БЕС (1915-1918)
- Јан Хамилтон, (1853-1947) командант на Галипољу
- Ејлимер Хантер-Вестон, (1864-1940), генерал
- Џон Џелико, (1859-1935), адмирал
- Роџер Браунлоу Кејс, 1. барон Кејс, морнарички официр, подморнице
- Херберт Киченер, (1850-1916), бивши генерал, државни секретар за рат
- Херберт Пламер, (1857-1932), генерал, касније фелдмаршал
- Хенри С. Ролинсон, (1864-1925), генерал
- Сер Вилијем Робертсон, (1860-1933), начелник генералштаба, 1915-1917
- Сер Хорас Смит-Дориен, (1858-1930), генерал
- Сер Хенри Хјуз Вилсон, (1864-1922), начелник генералштаба, 1918

### Политичари
- Херберт Хенри Асквит, премијер (1908—1916)
- Дејвид Лојд Џорџ, премијер (1916—1922)
- Артур Балфор, (1848-1930), секретар иностраних послова
- Сер Роџер Кејсмент, вођа борбе за независност Ирске
- Винстон Черчил, (1911-1915), први лорд Адмирлитета
- Џорџ Натанијел Курзон од Кедлстона, (1859-1925), унионистички политичар
- Џон Дилон, ирски политичар
- Sir Edward Grey, секретар спољних послова
- Ендру Бонар Ло, (1858-1923), унионистички вођа
- Алфред Милнер, 1. гроф Милнер, политичар
- Џон Редмонд, (1856-1918), ирски политичар

### Остали
- Томас Едвард Лоренс, (1888-1935), водио арапски устанак
- Вилфред Овен, (1893-1918), енглески песник
- В. Х. Р. Риверс, (1864-1922), психијатар
- Дејвид Џонс, енглески песник
- Исак Розенберг, енглески песник
- Едвард Томас, велшки песник
- Меј Кенен, енглески песник
- Виндам Луис, сликар
- Дороти Лоренс ратни извештач

## САД
(Улазак у рат: 6. априла, 1917)
- Њутон Д. Бејкер, (1871-1937), секретар рата 1916-1921
- Таскер Х. Блис, (1853-1930), начелник генералштаба
- Вилијем Џенингс Брајан, (1860—1925), државни секретар
- Данијел Дејли, (1873-1937), маринац, Морнарички крст и Крст за истакнуту службу
- Џозефус Данијелс, (1862-1948), секретар морнарице 1913-1921
- Вилијем Т. Фицимонс, погинуо 1917),
- Бенџамин Фулојс, 1879-1967, авијатичар
- Хари Г. Хамлет, 1874-1954, касније командант Обалске страже
- Ернест Хемингвеј, (1899—1961), чувени писац
- Едвард Хаус, саветник председника Вилсона
- Чарлс Еванс Хјуз, (1862—1948), републикански политичар и председнички кандидат
- Филд Е. Киндли, (1895—1920), ваздухопловни ас
- Роберт Ленсинг, (1864—1928), државни секретар 1915-1920
- Џон А. Леџен, генерал маринаца
- Пејтон Ц. Марч, (1864-1955), начелник генералштаба 1918-1921
- пуковник Џорџ Патон, командант тенковског корпуса
- генерал Џон Џ. Першинг, (1860—1948), командант АЕС
- Еди Рикенбакер, (1890—1973), ваздухопловни ас
- Вудро Вилсон, (1856—1924), 29. (1913—1921) амерички председник
- Леонард Вуд, (1860-1927), генерал
- Алвин Јорк, (1887-1964), вишеструко одликовани ратни херој